# Pablo García
Pablo Gabriel García Pérez (ur. 11 maja 1977 w Pando) – urugwajski piłkarz grający na pozycji defensywnego pomocnika.
Jego kariera piłkarska zaczęła się w Montevideo Wanderers. W klubie tym zagrał 36 spotkań i strzelił jedną bramkę.
W 1997 przeniósł się do Atlético Madryt, tam wielkiej kariery nie zrobił, bo nie mógł nawet przebić się do pierwszej jedenastki zespołu i w 1998 r. został wypożyczony do CA Peñarol, w którym rozegrał 12 spotkań. Kolejne dwa sezony (1998/1999 i 1999/2000) spędził w rezerwach Atlético. Zagrał tam w 38 meczach, strzelając 3 bramki.
W sezonie 2000/2001 Pablo trafił do Milanu. W Mediolanie rozegrał 5 spotkań w Serie A, jedno w Coppa Italia i jedno w europejskich pucharach. Z Milanu trafił do Venezii. Jednak i tam nie zdołał przebić się do pierwszego składu. Podobnie jak w Milanie rozegrał tylko 5 meczów w lidze włoskiej.
Po nieudanych meczach we Włoszech, García postanowił wrócić do Hiszpanii. Zgłosiła się po niego CA Osasuna. Debiut w Primera División zaliczył 1 września 2002 r. w meczu z Villarreal CF na El Madrigal. Mecz ten zakończył się remisem 2-2. W Pampelunie, Pablo szybko wywalczył sobie miejsce w pierwszej jedenastce. Łącznie w barwach Osasuny rozegrał 78 meczów La Liga, w których strzelił 7 bramek.
Latem 2005 roku zgłosił się po niego Real Madryt, który zapłacił za niego kwotę równą 4.000.000 €. Od sierpnia 2006 Pablo García był wypożyczony innego pierwszoligowca, Celty Vigo, z którą spadł z ligi. W 2007 roku, również na zasadzie wypożyczenia trafił do beniaminka La Liga, Realu Murcia. Latem 2008 przeszedł do greckiego PAOK-u Saloniki. W 2014 roku odszedł do Skody Ksanti, w której zakończył karierę.